# Félix Baillardel de Lareinty
Hilaire Julien Félix Baillardel, baron de Lareinty, est un intendant de marine français né le 14 mai 1782 à Paris et mort le 10 février 1826 dans la même ville.

## Biographie
Venant d'une famille originaire de Dieppe qui a pour ancêtre Pierre Baillardel, un des fondateurs des colonies françaises des Antilles avec Belain d'Esnambuc et dont les armes sont d'azur, au cheval ailé et cabré d'argent, accompagné en chef de deux épées du même, passées en sautoir, et en pointe, d'une fourmi d'or, il est le fils de Désiré Hilaire Baillardel de Lareinty, officier au régiment de Noailles-Dragons et chevalier de Saint-Louis, et de Marie Geneviève Désirée Dubuc, fille d'un intendant général des colonies et sœur de Louis-François Dubuc. Sa sœur aînée, Marie Elisabeth Céline, née en 1780, épouse en 1798 Jean Joseph Le Pelletier des Tournelles, conseiller à la cour de la Martinique. 
Entre 1803 et 1810, il se trouve dans l'administration de la Marine en tant que commis jusqu'à atteindre le grade de commissaire. Auditeur au Conseil d'Etat dans la section de la Marine en 1810, il s'embarque sur la frégate La Méduse à Nantes pour une mission à l'île de Java, puis du 8 avril 1812 au 9 juin 1814 devient intendant de la province de Raguse, mandaté par le Ministère de l'Intérieur. Il ajoute à sa charge d'auditeur celle de directeur des colonies au Ministère de la Marine jusqu'au 4 juillet 1814.
Il acquiert en 1815 le poste de maître des requêtes au Conseil d'Etat, dans le département de la Marine, en plus de la direction des colonies, et devient membre de la section du Commerce. Secrétaire général du Ministère de la Marine du 20 juillet au 28 novembre 1815, il termine sa carrière en tant que maître des requêtes et intendant de la Marine au port et arrondissement de Rochefort, puis de Toulon en 1820.
En 1819 il épouse Clémentine Cossin de Chourses (sœur de Félix Cossin). Naîtra de leur couple Félix Magloire en 1821, mort en 1834, et Clément Gustave Henri en 1824, mort en 1901. Après avoir été fait chevalier de la Légion d'honneur le 25 juillet 1814, officier du même ordre le 5 juillet 1820 et chevalier de Saint-Louis, il gagne le titre de baron héréditaire le 22 juillet 1821.